# Queue blanche (aéronautique)

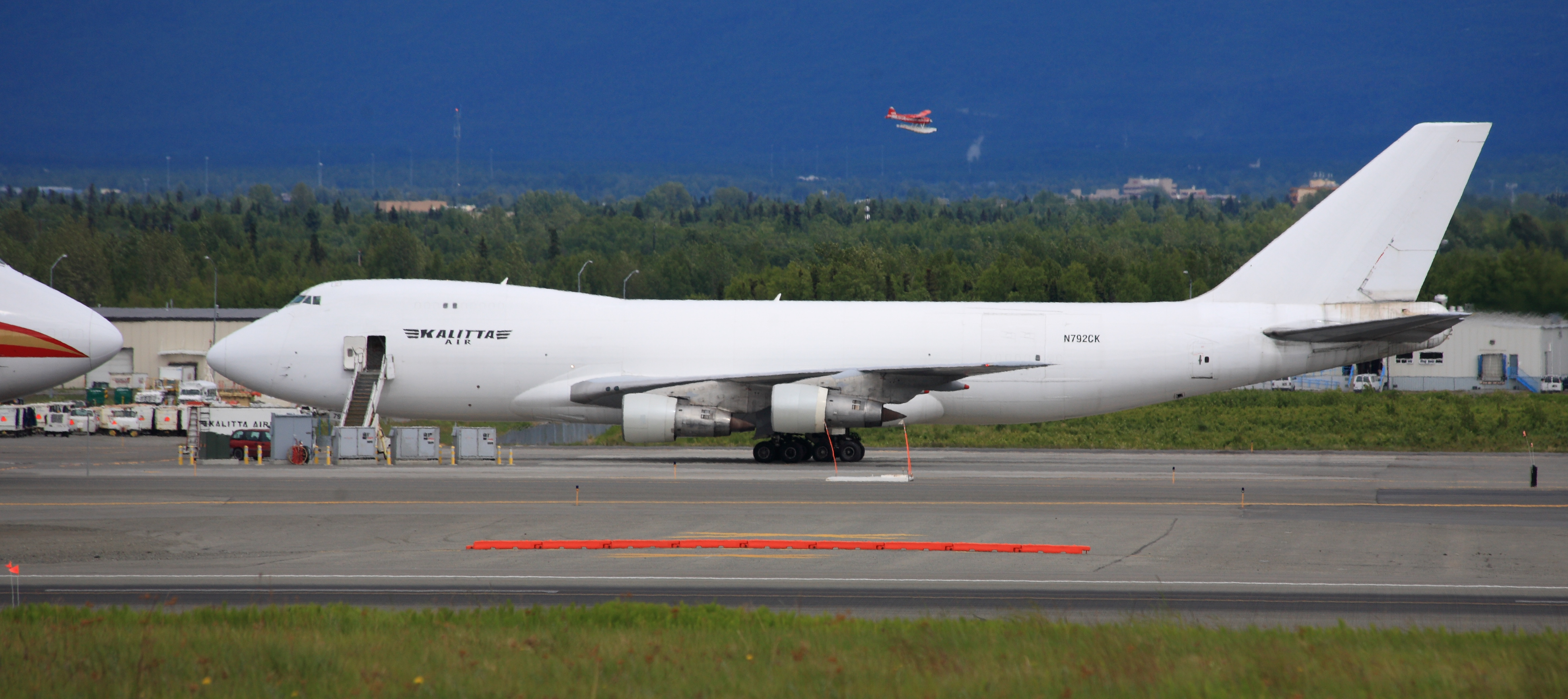
Un Boeing 747 sans marquage distinctifs.

Dans le domaine aéronautique, on parle de queue blanche pour désigner un avion qui a été produit sans être commandé par une compagnie aérienne (ou une armée de l'air) et est donc conservé en l'attente d'un client. 
Un exemple célèbre concerne l'Airbus A300. De nombreuses "queues blanches" furent produites, avant d'être achetées par Eastern Air Lines qui sauva ainsi Airbus.
L'inquiétude d'hériter de « queues blanches » à la suite d'annulations de commandes revient aux constructeurs aéronautiques en période de récession brutale, comme en 2008.